# 东南亚生物多样性研究中心
东南亚生物多样性研究中心是中国科学院与缅甸自然资源与环境保护部共同创建的科教合作机构，由西双版纳热带植物园负责统筹工作，旨在合作解决东南亚地区所面临的环境、生态问题。该研究中心属于中国科学院为“一带一路”建立的九个海外科教机构之一。
2015年8月，研究中心由中国科学院批复成立。2016年10月12日，研究中心举行揭牌仪式。